# Гробниці Синедріону

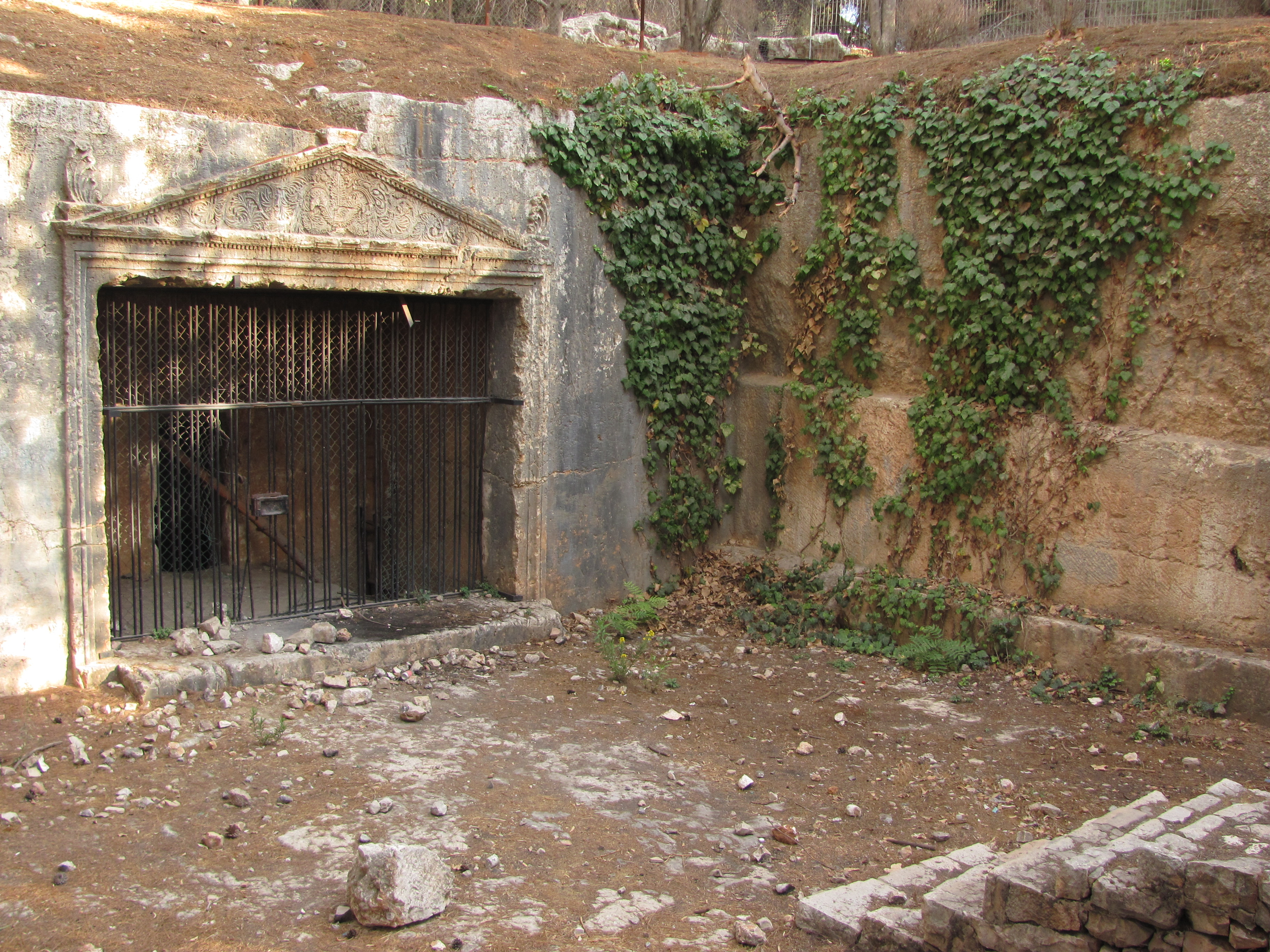

Гробниці Синедріону розташовані у громадському парку місцевості Санхедрія, що у північному Єрусалимі. Являют з себе гробниці членів Синедріону (суддів періоду Храму) розташованих в декількох печерних похованнях навколо саду.